# Pseudophoxinus zeregi
Pseudophoxinus zeregi és una espècie de peix cipriniforme de la família dels ciprínids que es troba a Turquia.